# Campylaspis glebulosa
Campylaspis glebulosa är en kräftdjursart som beskrevs av Jones 1974. Campylaspis glebulosa ingår i släktet Campylaspis och familjen Nannastacidae. Inga underarter finns listade i Catalogue of Life.